# Peugeot Type 184
La Type 184 era un'autovettura di lusso prodotta dal 1928 al 1931 dalla Casa automobilistica francese Peugeot.

## Profilo

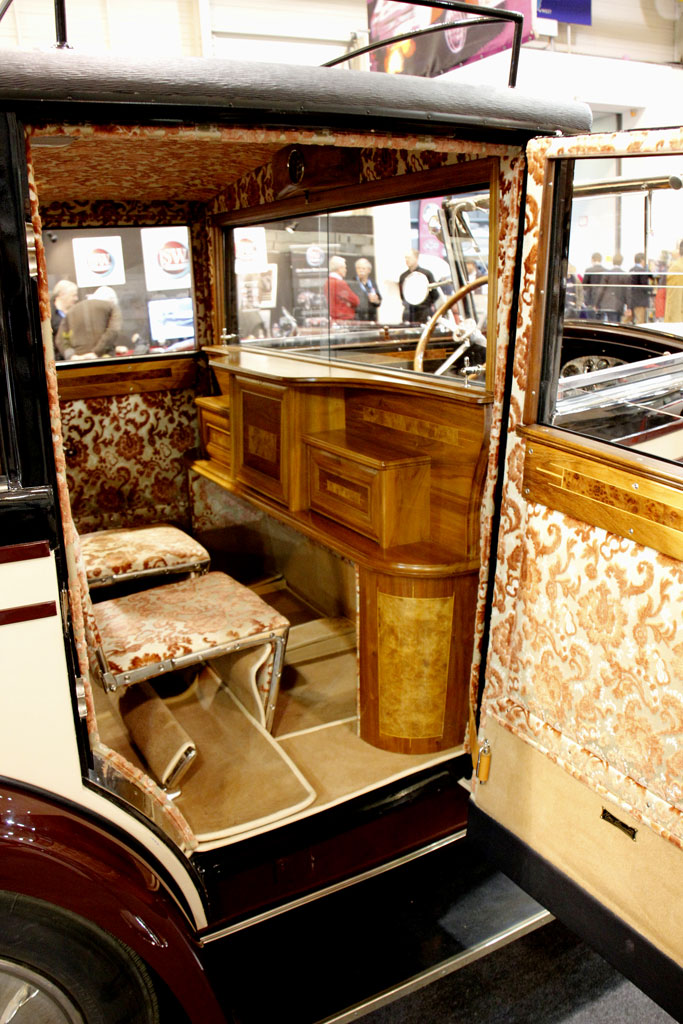
Interni

Alla fine del 1927, la Peugeot Type 174, ormai in listino da alcuni anni, fu affiancata dalla Type 184, una delle più imponenti vetture mai realizzate dalla Casa francese. I suoi 5.2 metri di lunghezza facevano ben intendere il tipo di clientela verso cui era rivolta. Il motore era un nuovo 6 cilindri in linea da 3770 cm³, ancora con valvole a fodero, ed in grado di erogare una potenza massima di 80 CV. Questo motore, codificato con la sigla RC, sancì il ritorno della Casa francese ai motori a 6 cilindri con distribuzione a valvole a fodero, anche se per breve tempo. L'ultima Peugeot a montare un 6 cilindri sans-soupapes (senza valvole come venivano indicati in francese questi motori) fu la Peugeot Type 156, fuori produzione dal 1923.

Prodotta allo stabilimento Peugeot di Issy-les-Moulineaux, vicino a Parigi, la Type 184 rappresentò il top della gamma Peugeot durante la fine degli anni venti del secolo scorso. La produzione comprese unicamente autotelai nudi la cui "vestizione" sarebbe stata affidata a carrozzieri esterni. In ogni caso, torpedo, limousine e coupé de ville andavano per la maggiore. Il prezzo per il solo autotelaio era di 120.000 franchi, quasi 10 volte il prezzo della più economica tra le Type 172, all'estremità opposta della gamma. Le imponenti dimensioni della Type 184 consentivano alla vettura di raggiungere una velocità massima di 115 km/h, non molto elevata ma fondamentalmente in linea con le concorrenti dell'epoca.

Nel 1930, con l'uscita di listino della Type 174, la Type 184 ne raccolse temporaneamente l'eredità, ma solo per un anno: nel 1931, infatti, anche la Type 184 sparì dai listini Peugeot. La produzione complessiva ammontò ad appena 31 esemplari.

La Type 184 fu l'ultima Peugeot di lusso mai prodotta: in seguito sarebbero arrivati modelli di fascia alta ma non classificabili come vetture di lusso.